# Calea ferată Liov-Cernăuți
Calea ferată Liov (Lemberg)–Cernăuți este o cale ferată principală din Ucraina. Acest traseu cu o linie simplă traversează regiunile istorice Galiția și Bucovina din vestul Ucrainei și este administrat de Căile Ferate Ucrainene, în special de Regionala de cale ferată Liov.

## Istoric
Această cale ferată este una dintre cele mai vechi, construcția ei fiind concesionată la 11 ianuarie 1864 companiei Lemberg-Czernowitzer Eisenbahn. Datorită condițiilor de relief nu prea dificile, construcția căii ferate s-a desfășurat relativ rapid și astfel traseul care conecta teritoriile Coroanei austriece Galiția și Bucovina (între Lemberg și Cernăuți) a fost pus în funcțiune la 1 septembrie 1866. El a fost construit și exploatat de compania feroviară Lemberg-Czernowitz-Jassy-Eisenbahn-Gesellschaft (LCJE).
În urma înmulțirii reclamațiilor cu privire la condițiile de funcționare ale acestei căi ferate (printre alte deficiențe a fost și prăbușirea unui pod feroviar ce traversa râul Prut), statul austriac a pus sechestru la 7 octombrie 1872 pe liniile feroviare de pe teritoriul Austriei, acesta fiind anulat abia la 31 iulie 1875. Din cauza rentabilității scăzute a companiei, exploatarea traseului a fost efectuată de la 1 iulie 1889 de către Căile Ferate de stat cezaro-crăiești ale Austriei, cu toate acestea linia a rămas formal în proprietatea companiei.
După sfârșitul primului război mondial, acest traseu de cale ferată s-a aflat pe teritoriul a două țări, tronsonul de la Lemberg (în poloneză Lwów) la Sniatin a revenit Poloniei, iar tronsonul mai scurt între Nepolocăuți (Grigore Ghica-Vodă) și Cernăuți a revenit României și a fost preluat și exploatat de Căile Ferate Române. Traseul polonez a fost administrat de Căile Ferate de stat ale Poloniei, fiind trecut la 24 martie 1928 în proprietatea lor. 
În timpul celui de-al doilea război mondial, traseul polonez a fost ocupat de către URSS în 1939, iar traseul românesc a fost ocupat și el tot de statul sovietic în 1940 după anexarea nordului Bucovinei. Pe acest traseu s-a început înlocuirea căii ferate cu una cu ecartament lat, dar în vara anului 1941, după declanșarea războiului germano-sovietic, armatele române au eliberat nordul Bucovinei și procesul a fost inversat. 
După sfârșitul celui de-al doilea război mondial, aceste regiuni au devenit părți componente ale RSS Ucrainene din cadrul URSS, iar calea ferată cu ecartament normal a fost schimbată cu una cu ecartament lat (1520 mm).